# Podspády
Podspády jsou osada a místní část Tatranské Javoriny, obce v okrese Poprad na tzv. Cestě svobody.
Osada se nachází na rozmezí Spišské Magury a Belianských Tater v údolí Javorinky.
Ze Spišské Belé vede přes Podspády na hraniční přechod Lysá Poľana silnice I/67, z níž v osadě odbočuje cesta nižší kategorie, vedoucí údolím Javorinky k hraničnímu přechodu Podspády.

## Odkazy

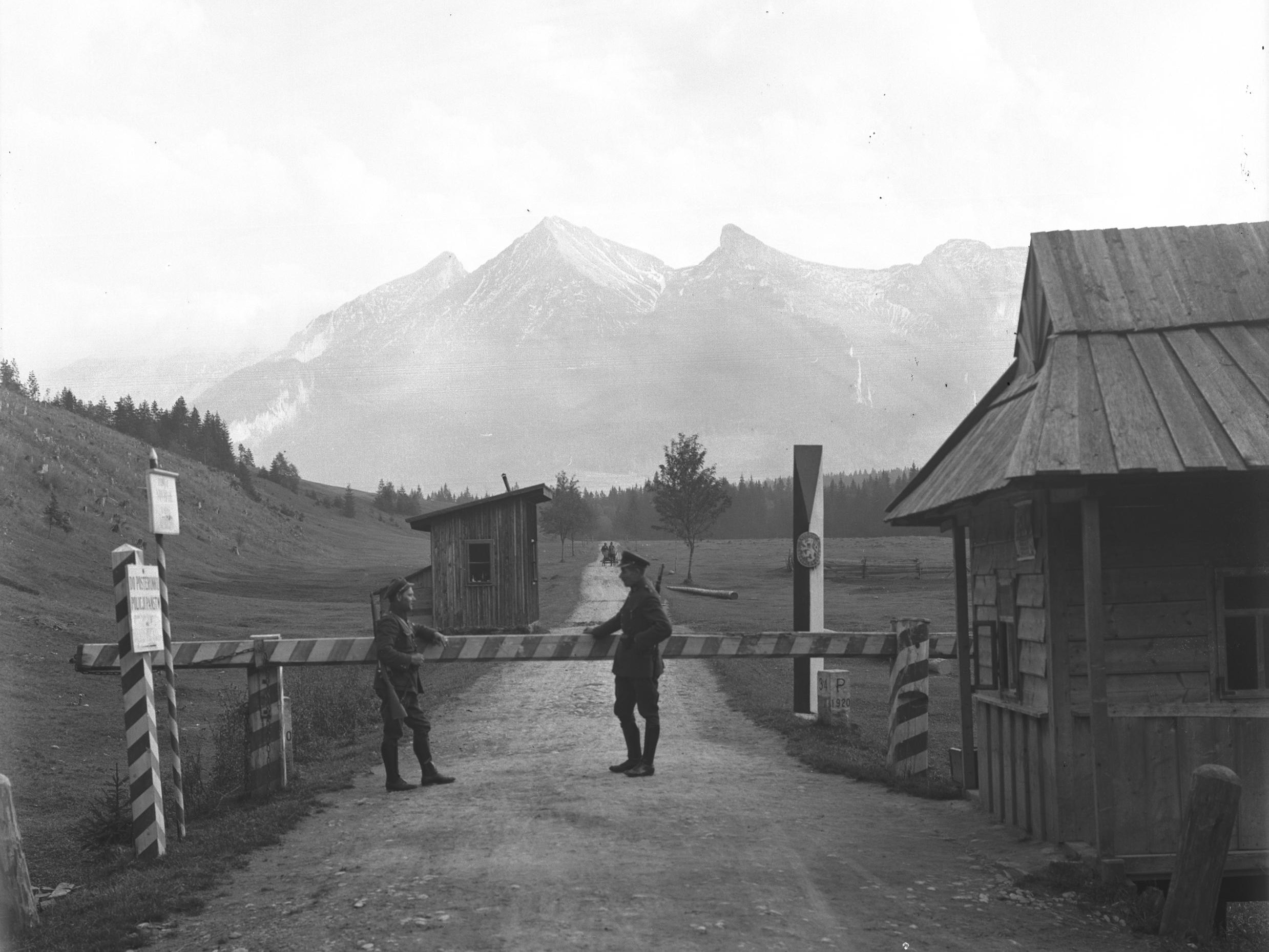
Hraniční přechod Jurgów-Podspády na snímku z roku 1929